# Nghiệm pháp Trendelenburg
Nghiệm pháp Trendelenburg hay còn gọi là nghiệm pháp Brodie-Trendelenburg, nghiệm pháp đổ đầy ngược dòng được dùng để đánh giá chức năng của các van tĩnh mạch nối giữa tĩnh mạch hiển và tĩnh mạch sâu của chân. Đầu tiên chân được nâng lên cao qua mức của tim cho đến khi các tĩnh mạch xẹp hết. Tiếp đó buộc dây garô chặt ở trên đùi để ngăn sự trào ngược của máu xuống các tĩnh mạch hiển. Sau đó chân được hạ thấp xuống bằng cách yêu cầu bệnh nhân đứng dậy. Bình thường các tĩnh mạch hiển sẽ được đổ đầy từ bên dưới trong vòng 35 giây; nếu các tĩnh mạch hiển được đổ đầy nhanh chóng khi còn dây garô là do có sự mất chức năng các van tĩnh mạch bên dưới mức buộc garô. Nếu các tĩnh mạch được đổ đầy nhanh chóng từ bên trên khi tháo dây garô là do sự mất chức năng của các van tĩnh mạch tại chỗ nối tĩnh mạch hiển và tĩnh mạch sâu.
Nghiệm pháp này có thể được lặp lại với các mức buộc cây garô khác nhau để tìm vị trí của các van tĩnh mạch mất chứ năng:
- trên đầu gối - để khảo sát các tĩnh mạch xuyên giữa đùi
- dưới đầu gối - để khảo sát các van tĩnh mạch nối giữa tĩnh mạch hiển bé và tĩnh mạch khoeo.[2]

Bình thường máu từ các tĩnh mạch hiển của chân không thể quay trở lại các tĩnh mạch sâu, nhưng trong trường hợp các van tĩnh mạch nối bị mất chức năng sự đổ đầy ngược xảy ra dẫn đến giãn tĩnh mạch.
Nghiệm pháp Trendelenburg thường bị nhầm lẫn với dấu Trendelenburg, có liên quan đến các điều kiện ảnh hưởng tới hông và xương đùi.